# ۵۵۲ (پیش از میلاد)
۵۵۲ (پیش از میلاد) ۵۵۲مین سال قبل از تقویم میلادی است.